# Guasá
La guasá, guazá o guaza, también llamado chucho, es un instrumento musical de percusión característico de Colombia y Ecuador, específicamente del litoral Pacífico sur y provincia de Esmeraldas. Es un sonajero, en el que el sonido se genera al sacudir el instrumento, causando el golpe de semillas en su interior con el armazón. Su sonoridad es baja y su sonido es grave, con extremos sellados que generan vibración y resonancia en el armazón.
Como instrumento de percusión idiófono, el guasá produce el sonido principalmente por la vibración del propio cuerpo, sin uso de cuerdas, membranas o columnas de aire. Su cuerpo, de madera o metal, es rígido, pero tiene suficiente elasticidad para mantener un movimiento vibratorio. Produce sonidos que sirven para sostener la base rítmica.

## Trabajo
Ha sido utilizado en conjuntos de marimba durante los arrullos (celebraciones latinas en las que se interpreta la tonada de culto religioso de carácter puramente vocal) siendo utilizado como acompañamiento musical, de percusión y rítmico. Los tambores son interpretados por las guasaseras, a través de sacudimientos rítmicos y alternados. En general, se utilizan varios guasás sobre las dos manos de las guasaseras, tocándose usualmente de manera diagonal. 
Generalmente es interpretado por las mujeres cantadoras: la glosadora que dice versos y las respondedoras que cantan estribillos, formando una polirrítmia entre las que complementan o adornan y las que arrullan, el ritmo dominante. Cada cantadora fabrica o escoge el guasá de acuerdo al timbre de su voz, sea este grave o agudo.

## Fabricación
Se fabrica con una sección de tubo de bambú o guadua, de unos 30-40 cm de longitud por 6-8 cm de diámetro, al que se le agregan semillas vegetales secas de achira y maíz o piedrecitas. El armazón, que está cerrado en uno de sus extremos por los nudos propios del canutillo, lleva pasadores de madera colocados en forma de cruz para que las semillas se mantengan repartidas en todo el instrumento, y palillos suplementarios fabricados con astillas de chonta. El otro extremo del cilindro se sella con un disco elaborado con caña de balso. 
La coloratura del sonido en el guasá —más brillante, opaco o ronco― está directamente relacionada con el tamaño de la semilla, así como del grado de secamiento de la misma. Esto generará diferencias en el sonido de diferentes guasás.